# گرومن اف۸اف بیرکت
گرومن اف۸اف بیرکت (به انگلیسی: Grumman F8F Bearcat) یک هواپیمای ساختِ کارخانهٔ گرومن در کشور ایالات متحده آمریکا است. نخستین استفاده‌کنندهٔ این هواپیما نیروی دریایی ایالات متحده آمریکا بوده‌است. این هواپیما برای نخستین بار در ۲۱ اوت ۱۹۴۴ میلادی مورد استفاده قرار گرفت.